# Госейнабад (Зарандіє, 35°20′ пн.ш. 50°26′ сх.д.)
Госейнабад (перс. حسين اباد) — село в Ірані, у дегестані Хошкруд, у Центральному бахші, шахрестані Зарандіє остану Марказі. За даними перепису 2006 року, його населення становило 0 осіб, що проживали у складі 0 сімей.

## Клімат
Середня річна температура становить 15,32 °C, середня максимальна – 34,56 °C, а середня мінімальна – -7,41 °C. Середня річна кількість опадів – 257 мм.
| Клімат поселення                              | Клімат поселення | Клімат поселення | Клімат поселення | Клімат поселення | Клімат поселення | Клімат поселення | Клімат поселення | Клімат поселення | Клімат поселення | Клімат поселення | Клімат поселення | Клімат поселення | Клімат поселення |
| Показник                                      | Січ.             | Лют.             | Бер.             | Квіт.            | Трав.            | Черв.            | Лип.             | Серп.            | Вер.             | Жовт.            | Лист.            | Груд.            |                  |
| Середній максимум, °C                         | 10,45            | 13,30            | 17,74            | 24,04            | 28,80            | 33,66            | 34,56            | 33,31            | 29,36            | 23,57            | 16,98            | 10,61            |                  |
| Середня температура, °C                       | 1,52             | 4,38             | 8,81             | 15,10            | 19,88            | 24,72            | 28,08            | 26,82            | 22,86            | 17,08            | 10,49            | 4,12             |                  |
| Середній мінімум, °C                          | −7,41            | −4,56            | −0,12            | 6,18             | 10,95            | 15,80            | 21,59            | 20,33            | 16,36            | 10,59            | 4,00             | −2,38            |                  |
| Норма опадів, мм                              | 36               | 35               | 46               | 31               | 24               | 4                | 2                | 1                | 1                | 15               | 25               | 37               |                  |
| Середньомісячна швидкість вітру, м/с          | 1.78             | 2.14             | 3.26             | 3.43             | 3.22             | 2.97             | 3.08             | 2.86             | 2.42             | 2.37             | 1.84             | 1.93             |                  |
| Середньомісячна сонячна радіація, кДж/м²·день | 8950             | 11718            | 14231            | 17896            | 21786            | 25834            | 25399            | 23167            | 19800            | 14475            | 10663            | 8508             |                  |
| --------------------------------------------- | ---------------- | ---------------- | ---------------- | ---------------- | ---------------- | ---------------- | ---------------- | ---------------- | ---------------- | ---------------- | ---------------- | ---------------- | ---------------- |
| Джерело:                                      |                  |                  |                  |                  |                  |                  |                  |                  |                  |                  |                  |                  |                  |